# Leitzersdorf
Leitzersdorf là một thị trấn ở huyện Korneuburg thuộc bang Niederösterreich nước Áo. Đô thị Leitzersdorf có diện tích 27,88 km², dân số năm 2001 là 1098 người.